# Pane al cardamomo
Il pane al cardamomo (detto anche pulla ) è un tipo di pane aromatizzato al cardamomo e guarnito con glassa alla vaniglia e noci.

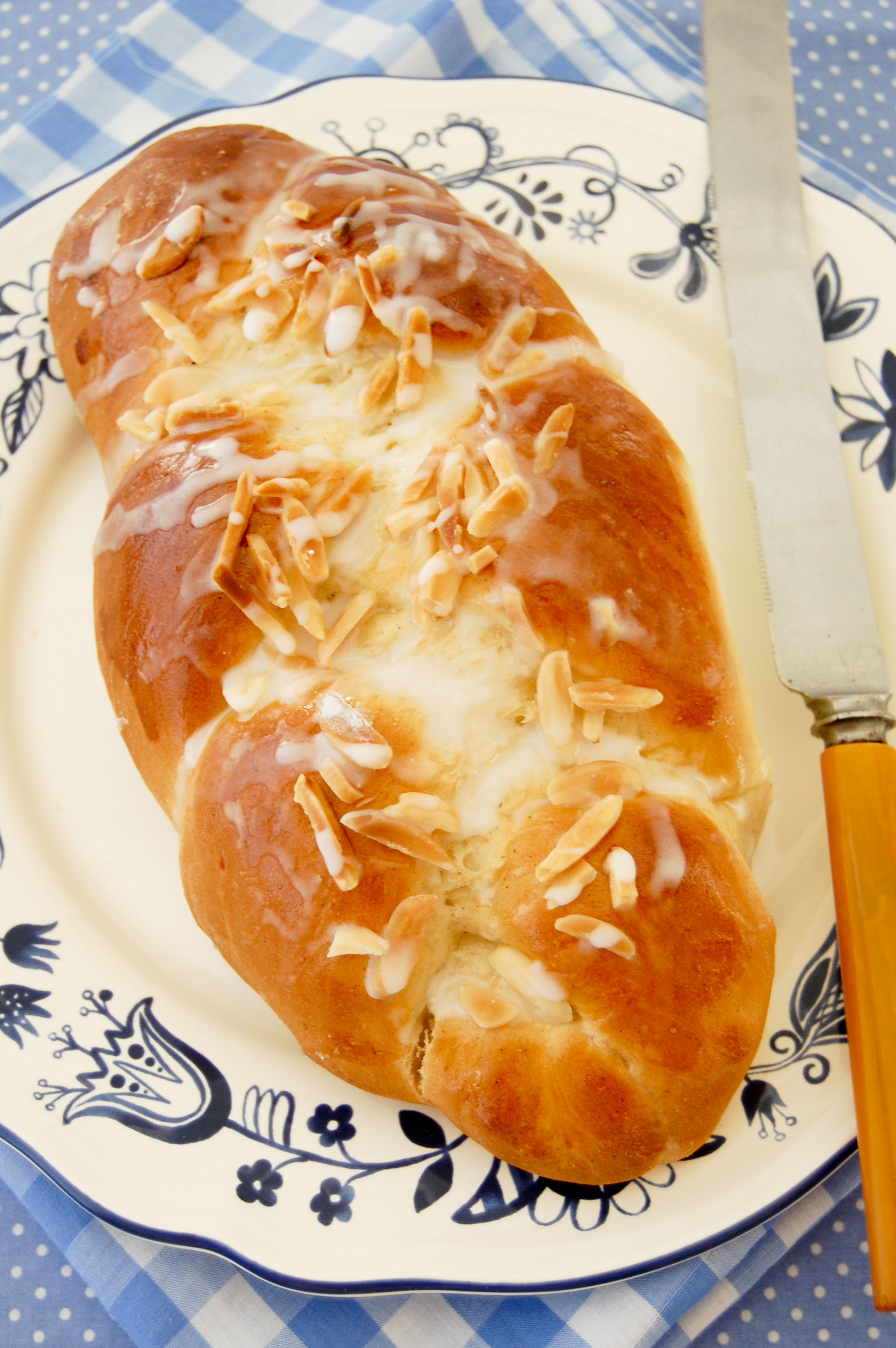
Il pane al cardamomo

Talora il pane al cardamomo può essere preferibilmente condito con uva passa. 
Il pane al cardamomo è un dolce tradizionale della Svezia e della Finlandia e viene accompagnato comunemente ad una tazza di tè o caffè.